# Star Wars Episode I: Battle for Naboo
Star Wars Episode I: Battle for Naboo släpptes till Nintendo 64 år 2000 och till Windows 2001, och är ett TV-spel med Star Wars-tema.

## Handling
Spelaren skall genomföra strider på marken, i luften och rymden, och rädda planeten Naboo från Handelsfederationen.

### Fotnoter
1. ↑  ”Star Wars: Episode I - Battle for Naboo” (på engelska). Mobygames. 11 mars 2000. http://www.mobygames.com/game/star-wars-episode-i-battle-for-naboo. Läst 5 december 2015.